# Nikolaï Alekseïev
Pour les articles homonymes, voir Alekseïev.

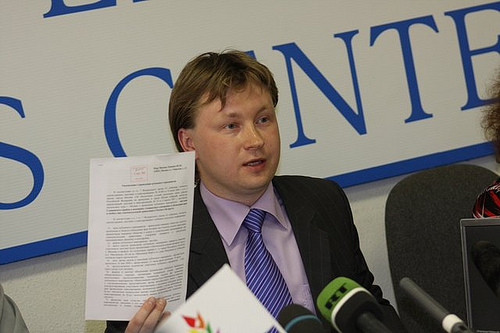
Nikolaï Alekseïev à la conférence de presse de la fierté slave, le 5 mai 2009.

Nikolaï Alexandrovitch Alekseïev, ou Alexeïev, ou en transcription anglaise Nikolai Alekseev (en russe : Никола́й Алекса́ндрович Алексе́ев ; né le 23 décembre 1977 à Moscou) est un militant LGBT russe. Il est le fondateur de la marche des fiertés de Moscou depuis 2005, qui est interdite par les autorités municipales chaque année. Avec son organisation Projet des droits de l'homme LGBT Gayrussia.ru, il a organisé plusieurs manifestations pour les droits des minorités sexuelles en Russie. Aucune d'entre elles n'a été autorisée.

## Militantisme LGBT
Après des études à l'université d'État de Moscou, Alekseïev prépare un doctorat, dont le sujet de thèse était « la régulation légale du statut des minorités sexuelles ». Sa thèse est refusée, en infraction avec les procédures établies, sans doute en raison des rumeurs sur son homosexualité. Alekseïev poursuit l'université pour discrimination fondée sur l'orientation sexuelle dans l'administration publique et réclame une compensation pour préjudice moral et matériel. Le juge qui examine la demande en juin 2005 la refuse pour manque de preuves. Le 6 mars 2006, il envoie une demande préliminaire à la Cour européenne des droits de l'homme pour manquement de la fédération russe au respect de la vie privée (article 8 de la convention), au droit à l'éducation (article 2 du protocole additionnel 1), ainsi qu'à l'article 14 de la Convention européenne des droits de l'homme (discrimination en raison de l'orientation sexuelle).
Il publie quatre livres en 1998, 2002 et 2003.
Alekseïev dirige depuis 2005 le projet GayRussia.ru, un site LGBT à destination du public russe, et il est le secrétaire exécutif de la Journée mondiale de lutte contre l'homophobie.
Il a de plus organisé la première marche des fiertés LGBT de Moscou le 27 mai 2006, bien qu'elle ait été interdite par le maire de Moscou, Iouri Loujkov. Ce dernier avait défini l'homosexualité comme « contre nature » et il avait déclaré que « les Moscovites seraient catégoriquement opposés à une telle initiative ». Le jour de la manifestation, un petit groupe de militants s'était réuni, contre lequel s'est affrontée la milice de Moscou. Parmi les militants présents se trouvaient Volker Beck et Peter Tatchell, qui furent attaqués par les miliciens.
En 2007, malgré une nouvelle interdiction du maire de Moscou, qui avait qualifié la marche d'« œuvre de Satan », Alekseïev organise une nouvelle manifestation LGBT à Moscou. Le président russe Vladimir Poutine affirme que la marche participait au problème démographique russe en faisant diminuer la population. Pour défendre la marche, des membres du Parlement européen, Sophie in 't Veld et Marco Cappato, de parlements nationaux, Vladimir Luxuria et Volker Beck, ainsi que les groupes t.A.T.u. et Right Said Fred se sont dirigés vers l'hôtel de ville de Moscou. Les miliciens leur en ont empêché l'accès, pendant que des nationalistes russes et des extrémistes religieux leur jetaient des œufs et des tomates. Les militants LGBT furent arrêtés pour « résistance aux forces de l'ordre ».
Alekseïev a porté plainte à de nombreuses reprises devant la Cour européenne contre la Russie, pour violation des droits de l'homme envers les personnes LGBT. Le 15 septembre 2010, alors qu'il arrive à l'aéroport de Moscou pour aller à Genève, la police des frontières l'arrête pour un motif inconnu et le place immédiatement en détention dans un lieu inconnu (il s'agissait en fait d'un commissariat à Kachira). Il avait prévu une manifestation contre le maire de Moscou le 21 septembre. En France, Nicole Borvo Cohen-Seat et Ian Brossat ont écrit à l'ambassade de Russie afin qu'Alekseïev retrouve la liberté. L'ILGA-Europe a fait part de son inquiétude, et Louis-Georges Tin, président du comité de la journée internationale contre l'homophobie, demande au gouvernement « d'obtenir des explications sur le sort de Nikolai ». Il est libéré l'après-midi du 16 septembre à Moscou, et déclare au sujet des autorités : « Ils voulaient me faire signer un papier disant que je retirais les plaintes devant la Cour européenne des droits de l’Homme concernant les gay prides interdites de Moscou, dans le cadre d’un accord ». Il envisage de porter plainte contre la compagnie aérienne Swissair, qui a laissé faire l'enlèvement.
Alekseïev s'est exprimé à de nombreuses reprises depuis 2005 sur les chaînes de radio, notamment radio Maïak et Écho de Moscou. Il a participé à plusieurs émissions de télévision sur NTV à propos de l'homosexualité.